# دونالد لو
دونالد لو (بالإنجليزية: Donald Lu)‏ هو دبلوماسي أمريكي، ولد في 10 أغسطس 1966 في شاطئ هنتنغتون في الولايات المتحدة.